# Роландс Загорскіс
Роландс Загорскіс (латис. Rolands Zagorskis; *3 вересня 1949, Сігулда) — радянський і латвійський актор театру і кіно.
Народився 3 вересня 1949 р. Закінчив акторський факультет Латвійської консерваторії (1970). Працював в Державному академічному театрі ім. А. Упіта.
Дебютував у кіно 1970 р. (стрічки «Напад на таємну поліцію», «Наперекір долі», «Вітрила» (1977), «Довга дорога в дюнах», «Фронт в рідній домівці», «Об'їзд», «Олег і Айна» та ін.).
Знявся в українському фільмі «За два кроки від „Раю“» (1984, Кройш) режисера Т. Золоєва.